# Зефір у шоколаді
«Зефір у шоколаді» (рос. «Зефир в шоколаде») — українсько-російський художній фільм, музична комедія режисера Олександра Павловського 1994 року. Спільна українсько-російська робота, одна з перших кінострічок незалежної України.

## Синопсис
Під час чергової спроби побудувати соціалізм в окремій країні, загін радянських десантників, перебуваючи на службі в одній з африканських країн, рятує від смерті маленького хлопчика. Капітан загону (Олександр Панкратов-Чорний) привозить його в СРСР і залишає в дитячому будинку в Полтаві, а з Полтави, згодом хлопчика перевозять у інтернат до Одеси. Чорношкірому малюку дають поширене радянське ім'я Вася (Антон Зайцев), і хлопчик росте, навіть не підозрюючи про те, хто він насправді.
Проходить кілька років…
Молодий чорношкірий вихованець дитячого будинку Вася заробляє грою на музичних інструментах на вулицях своєї нової батьківщини. Перед призовом до армії він знайомиться з чарівною українською дівчиною (Ольга Солодовнікова) і закохується в неї без пам'яті. Об'єднує молодих людей захоплення музикою, хлопець чудово грає на різних інструментах, а дівчина мріє стати співачкою. За іронією долі чарівна незнайомка виявляється дочкою того самого капітана, який колись врятував життя маленькому Васі. І тут з'ясовується, що Вася є королем далекої африканської країни Факлендії…

## У ролях
- Олександр Панкратов-Чорний — Василь Кавун, батько Ксюші
- Ольга Солодовнікова — Ксюша
- Антон Зайцев — Вася
- Ірина Муравйова — мати Ксюші
- Михайло Свєтін — Сан Санич
- Олександра Свенська
- Анум Дохурсо Адотей — дядько Васі
- Лариса Шахворостова — Люба
- Петро Резвой — Гриша
- Володимир Волков
- Юрій Рудченко
- Мадина Нікола
- Галина Бень
- Сергій Зінченко
- Володимир Наумцев
- Петро Удіс
- Олександра Рославцева

## Творча група
- Автори сценарію: Олександр Павловський та Альона Жукова
- Режисер-постановник: Олександр Павловський
- Оператор-постановник: Григорій Булкот
- Художник-постановник: Олександр Токарєв
- Композитор: Ігор Миленко
- Автори текстів пісень: Ігор Миленко, Світлана Мазур
- Пісні виконують: Ольга Солодовнікова і Олег Воронович
- Звукооператор: Віктор Сєгал
- Режисер: Тетяна Остапчук
- Оператор: Олександр Чубаров
- Художник по костюмах: Надія Любарська
- Художник-гример: Ірина Піскарьова
- Художники-декоратори: Наталія Квашина, Вадим Хацкевич
- Комбіновані зйомки: оператор — Олександр Сидоров, художник — Віктор Маляренко
- Режисер монтажу: Юлія Бовжученко
- Продюсер: Євген Улюшкін
- Директор картини: Олена Дементьєва

## Нагороди
Приз за найкращу жіночу роль (Л.Шахворостова) за ролі у фільмах: «Простодушний», «Зефір в шоколаді», «Маестро-злодій» конкурсу «Панорама» КФ «Золотий Дюк-94» в Одесі.

## Цікаві факти
- Назва вигаданого африканської держави Факлендія схоже з назвою реально існуючих островів — Фолклендських, архіпелага у південно-західній частині Атлантичного океану.
- Назва фільму «Зефір у шоколаді» співзвучна з назвою книги Валерія Роньшина «Таємниця зефіру в шоколаді», але не має до нього ніякого відношення. У книзі йдеться про звичайний кондитерський виріб.